# Томас Ланкастер, герцог Кларенс
Томас Ланкастер (англ. Thomas of Lancaster; 29 сентября 1387 или 1388 — 22 марта 1421, Боже, Франция) — английский принц, 1-й герцог Кларенс и 1-й граф Албемарль с 1412 года, полководец времен Столетней войны, второй сын Генриха IV, короля Англии, и Марии де Богун. После того, как его отец в 1399 году взошёл на престол, получил должность главного сенешаля (стюарда) Англии и был посвящён в рыцари. В 1400 году стал рыцарем ордена Подвязки. В 1401—1403 и 1408—1413 годах был королевским наместником Ирландии, а в 1412—1413 годах — лейтенантом Аквитании. В 1412 году женился на Маргарет Холланд, наследнице богатых владений, в том же году стал герцогом.
После возобновления его братом, королём Генрихом V, Столетней войны с Францией Томас принимал в ней активное участие. С 1417 года участвовал в завоевании Нормандии в качестве коннетабля английской армии, а в 1421 году был назначен командующим всеми английскими войсками во Франции. В том же году предпринял рейд против французов. 22 марта, узнав о находящейся рядом франко-шотландской армии, игнорируя советы своих помощников, Томас решил напасть, не дожидаясь подхода подкреплений. В завязавшейся схватке он был убит. Его тело было доставлено в Англию и захоронено в Кентерберийском соборе. После смерти жены его перезахоронили рядом с ней в перестроенной по её распоряжению часовне Святого Михаила Кентерберийского.
Герцог Кларенс считался смелым и энергичным командиром, его репутация привлекала многочисленных представителей знати, желавших сражаться под его руководством. При этом он рассматривал военную службу только с точки зрения личной доблести и славы. По мнению современных исследователей, у Томаса не было столь же интеллектуального подхода к войне, как у короля Генриха V, — он постоянно находился в тени своего старшего брата и был лишён возможности принимать самостоятельные решения.

## Происхождение
Томас происходил из Ланкастерской ветви английской королевской династии Плантагенетов, основателем которой был Джон Гонт, четвёртый сын короля Англии Эдуарда III. Благодаря первому браку с Бланкой Ланкастерской он унаследовал богатые и обширные владения, а также получил герцогский титул. Джон Гонт играл заметную роль в английской политике в последние годы жизни отца, а также во время правления племянника, Ричарда II. Его единственным выжившим законнорождённым сыном был Генрих Болингброк, который в 1399 году сверг с английского престола Ричарда II и короновался под именем Генриха IV, став первым английским правителем из новой королевской династии Ланкастеров.
Генрих IV был женат на Марии де Богун, одной из двух дочерей Хамфри де Богуна, 7-го графа Херефорда. Основной наследницей богатых владений Богунов была её сестра, Элеонора де Богун, которая была замужем за Томасом Вудстоком, герцогом Глостером, младшим братом Джона Гонта. Позже и Генрих IV, и Генрих V оспаривали «несправедливый» раздел владений Богунов с Анной Глостерской, наследницей Элеоноры, вынудив её в итоге согласиться на новый раздел, устраивавший Ланкастеров.
Томас был вторым по старшинству из четырёх сыновей Генриха IV и Марии де Богун. Старше его был будущий король Англии Генрих V, младше — Джон, герцог Бедфорд, и Хамфри, герцог Глостер. Кроме того, у него также были две младшие сестры, Бланка и Филиппа.

## Молодые годы
Традиционной датой рождения Томаса считается 29 сентября 1388 года. Однако, по мнению историка Иэна Мортимера, она является недостоверной, поскольку одежда для младенца была куплена в начале следующего года. Он считает, что Томас родился не позже 25 ноября 1387 года, так как в этот день его отец выписал для него кормилицу. В статье о принце в «Оксфордском биографическом словаре» указано, что он родился 29 сентября 1387 года в Лондоне.
В реестрах герцогства Ланкастерского встречаются незначительные упоминания о детстве Томаса. В этот период он, как и его братья, попеременно жил в Ланкастерском и Богунском замках. В 1394 году умерла мать Томаса. После этого дети какое-то время жили в домах деда, Джона Гонта, и Маргарет Норфолкской, графини-маршала.
В 1399 году отец Томаса сверг короля Ричарда II и сам стал королём под именем Генриха IV. Накануне коронации отца, 12 октября, Томас был посвящён в рыцари. Тогда же он стал рыцарем Бани и получил должность главного сенешаля (стюарда) Англии. В ноябре для обеспечения работы Томаса на этой должности ему были предоставлены земельные владения, но назначение было лишь формальным; фактически эти обязанности исполнял Томас Перси, граф Вустер, который через год сменил принца на должности, поскольку «тот был слишком молод», чтобы работать на ней. В 1400 году Томас стал одним из рыцарей ордена Подвязки.

## Королевский наместник Ирландии
Рождество 1399 года Томас встречал в Виндзоре вместе с отцом; когда король узнал о заговоре, целью которого был захват Генриха IV и его сыновей, принца спешно вывезли в Лондон.
Опасаясь, что Ирландия будет охвачена восстанием по примеру Уэльса, Генрих IV 18 июля 1401 года назначил Томаса королевским наместником Ирландии с жалованием в 8 тысяч фунтов в год. Его стражами были назначены сэр Томас Эрпингем и сэр Хью Уотертон. В Ирландию принц отправился в ноябре, высадившись в Дублине 13 ноября. На рождество там собрался совет, а затем новый наместник отправился в путешествие вдоль побережья, чтобы подтвердить свою власть. Из обещанного жалования принцу выплачивалось не больше половины. Трудности, испытываемые английскими правителями Ирландии, были велики. 20 августа 1402 года епископ Дублинский сообщал, что у юного принца за душой не было ни гроша. Томас, его совет и небольшая свита безвылазно сидели в Дублине. 1 сентября 1403 года было решено, что принц должен вернуться домой; хотя номинально он и продолжал оставаться королевским наместником Ирландии, ей управлял его заместитель. В итоге к ноябрю 1403 года, имея задолженность по зарплате больше года, Томас вернулся в Англию. 
Осенью 1404 года Томас сопровождал старшего брата Генри, принца Уэльского, предпринявшего попытку освобождения замка Койти в Гламоргане. После этого он некоторое время был хранителем этого замка.
20 февраля 1405 года Томас заменил заболевшего дядю, Джона Бофорта, 1-го графа Сомерсета, на посту адмирала флота, охранявшего морское побережье у Дувра. Подчинённые ему корабли, собравшиеся в Сануидже, 22 мая отправились в Слёйс, где сожгли несколько судов в гавани, но попытки захватить город успехом не увенчались. У Кадзанда Томасу с трудом удалось спастись в бою против нескольких генуэзских каракк. Опустошив побережье Нормандии, к июлю флот вернулся в Англию.
1 марта 1406 года Томас был вновь утверждён наместником Ирландии сроком на 12 лет. На этот раз ему было установлено жалование в 6 тысяч фунтов, но два года принц отказывался отплывать на остров. В июне 1406 года Томас присутствовал на заседании английского парламента, на котором решался вопрос о престолонаследии. В июле он отправился в Линн, где провожал сестру Филиппу, отправлявшуюся в Данию, а в августе сопровождал отца в его поездке по Линкольнширу. В конце года король назначил Томаса капитаном Гина; эту должность принц, вероятно, занимал большую часть 1407 года.
Только 8 марта 1408 года Томаса убедили принять должность наместника Ирландии на три года с пониженным окладом в 4666 фунтов, причём первый платёж должен был быть выплачен из конкретных доходов, а в дальнейшем ему пообещали выплатить все задолженности. Ситуация на острове требовала присутствия наместника, поэтому 2 августа принц отплыл из Англии и высадился в Карлингфорде, откуда направился в Дублин. Его первым действием стал арест Джеральда Фицджеральда, графа Килдэра, и его сыновей. Осенью Томас провёл военную кампанию в Ленстере, в ходе которой около Килмейнема он был ранен. В январе 1409 года он созвал парламент в Килкенни.
В марте 1409 года болезнь отца дала Томасу повод вернуться в Англию, где он и оставался при дворе со своей свитой, сопротивляясь настояниям брата Генри, пытавшегося заставить его сложить с себя должность, а также угрозам королевского совета не выплатить ему жалование за второй год, если он не вернётся в Ирландию. Принц настоятельно цеплялся за должность наместника Ирландии как из-за её высокого статуса, так и источника доходов, однако его отношение к своим обязанностям привело к выговору от совета, фактически управлявшим королевством в 1410—1411 годах.

## Герцог Кларенс
Генрих IV в последние годы правления сильно болел, в результате чего принц Уэльский Генри, старший брат Томаса, стал играть важную роль в управлении королевством. В 1409—1411 годах он был фактическим правителем Англии. В 1411 году король отстранил наследника от управления страной, но умер в 1413 году, после чего принц наследовал отцу под именем Генриха V.
К 1411 году Томас, несмотря на то, что он был любимым сыном короля, до сих пор не имел титула, он был достаточно беден, его владения были малы, а военный опыт почти отсутствовал. Когда в 1410 году он решил жениться на Маргарет Холланд, дочери Томаса Холланда, 2-го графа Кента, вдове недавно умершего дяди, Джона Бофорта, графа Сомерсета, несоответствие доходов жениха и невесты было очевидным. Маргарет Холланд после смерти в 1408 году последнего из выживших братьев, Эдмунда Холланда, 4-го графа Кента, не оставившего наследников мужского пола, унаследовала пятую часть его владений, что сделало её очень богатой женщиной. Кроме того, после смерти первого мужа её дети были несовершеннолетними, поэтому под управлением молодой вдовы оказались почти все поместья мужа. Известно, что в 1418—1421 годах её ежегодный доход составлял около 1500 фунтов. Доходы Томаса были значительно меньше. В итоге епископ Генри Бофорт, брат покойного мужа Маргарет, который был его душеприказчиком после его смерти, серьёзно опасался, что наследство его племянников может быть присвоено их отчимом, поэтому вмешался и добился отсрочки брака на два года. В итоге, хотя папское разрешение на брак было дано 16 августа 1410 года, сама свадьба состоялась только в мае 1412 года.
Из-за денег, причитавшихся Томасу в случае женитьбы на Маргарет Холланд, он поссорился со старшим братом, в результате чего он оказался в оппозиции правительству принца Уэльского. В течение 1410—1411 года его имя практически не упоминается в источниках. Есть несколько сообщений о буйном поведении принца в Лондоне, где он в июне 1410 года вместе с братом Джоном оказался вовлечён в драку против жителей Истчипа. В следующем году «люди лорда Томаса» были вовлечены в большую распрю на Бридж-стрит.
Во Франции в этот период правил Карл VI, который в течение почти 30 лет страдал от приступов безумия, делавших его недееспособным. Психическое расстройство короля и невозможность управлять страной привело Францию к вакууму власти, в котором в 1407 году вспыхнула междоусобица между двумя группировками знати, возглавляемыми герцогом Бургундским Филиппом II Смелым и братом короля, Людовиком I Орлеанским. Сторонников первого называли Бургиньонами, второго — Арманьяками, по имени Бернара, графа д’Арманьяка, тестя Карла Орлеанского, сына Людовика. В итоге Франция распалась на две примерно равные по силам противоборствующие группировки, к которым примкнули все самые влиятельные люди страны. Этот конфликт Арманьяков и Бургиньонов оказался на руку Англии, и Генрих V блестяще им воспользовался в своих целях.
В начале 1412 года Бофорты были исключены из английского правительства, а Томас, вероятно, вытеснил старшего брата в руководстве страной. 9 июля 1412 года принц получил титулы герцога Кларенса и графа Альбермарла и ему была установлена ежегодная рента в 2 тысячи марок, однако даже теперь его личный доход не превышал 300 фунтов. Но женившись, принц получил контроль за поместьями жены и опеку над её несовершеннолетними детьми и их наследственными владениями, что сделало его достаточно богатым. Имея, кроме того, ещё и титул, Томас теперь мог претендовать на высшие командные назначения в армии, которые он начал получать.
Ещё при жизни отца будущий Генрих V поддерживал герцога Бургундского. Однако уже в 1412 году Англия сменила приоритеты, присоединившись к Арманьякам. 18 мая 1412 года под влиянием Томаса был заключён Буржский договор, по которому Арманьяки предложили передать Генриху IV суверенитет над Аквитанией в обмен на помощь против герцога Бургундского и его сторонников. Томас был одним из тех, кто настаивал на подписании этого договора. Когда стало ясно, что король лично не может возглавить армию, командующим 8 июня был назначен герцог Кларенс, получивший должность лейтенанта Аквитании. В августе он с армией из 4 или 8 тысяч человек отправился во Францию, чтобы помочь сторонникам герцога Орлеанского. Он высадился в Уг-Сен-Ва в Котантене и двинулся через Западную Францию, опустошая земли к югу от Луары. Захватив у бургундцев несколько городов, он присоединился к герцогу Орлеанскому у Буржа. Тем временем лидеры Арманьяков заключили мир с герцогом Бургундским и по условиям Бюзансейского договора, заключённого 14 ноября, были вынуждены откупиться от англичан за 210 тысяч экю. Этот поход принёс Томасу славу и прибыль и фактически оказался подготовкой к последующему вторжению англичан. Он отступил со своей армией в Гиень. Перезимовав в Бордо, он планировал вмешаться в дела Арагона, но известие о том, что его отец умер 20 марта 1413 года, заставило Томаса изменить планы и вернуться домой. В Англию он прибыл в апреле 1413 года — уже после коронации брата.

## ВозобновлениеСтолетней войны
Хотя герцог Кларенс и был отстранён от наместничества в Ирландии, а в королевском совете продолжал поддерживать союз с арманьяками против бургиньонов, его личные отношения со старшим братом были достаточно хорошими. Какими бы ни были раньше между ними разногласия, Генрих V после вступления на престол сделал Томаса своим партнёром в планируемой военной экспедиции во Францию. Собравшийся в 1414 году парламент утвердил присвоение принцу титула герцога Кларенса. Томас присутствовал на совете, который 16—18 апреля 1415 года рассматривал подготовку к войне. Ему было приказано 20 июля провести сбор королевского эскорта в Саутгемптоне. Герцог Кларенс в итоге собрал один из крупнейших отрядов, в составе которого были 240 латников и 720 лучников. Перед отплытием он был председателем в суде пэров над планировавшими заговор графом Кембриджем, Генри ле Скрупом и Томасом Греем.
Герцог Кларенс отплыл вместе с королём из Портсмута 11 августа, высадившись через два дня у Арфлёра. Во время осады города он командовал осадой восточной части. 17 августа Генрих V велел отряду, который возглавлял его брат, обойти город с востока, блокировав его. Операция прошла успешно, причём герцогу Кларенсу удалось захватить обоз, который вёз в город пушки, оружие и амуницию. Чтобы отбить обоз, французы сделали вылазку, но англичане разбили их, отбросив обратно к городу.
Как и многие другие англичане, Томас заболел дизентерией, из-за чего перед походом, окончившимся победой при Азенкуре, он был назначен командовать той частью армии, которая вернулась в Англию. Там он в 1416 году принимал участие в торжественном приёме императора Сигизмунда, а в тот период, когда Генрих V в сентябре был в Кале на трёхсторонней встрече, некоторое время исполнял обязанности хранителя королевства. Хотя хронист Ангерран де Монстреле приписывает герцогу Кларенсу командование флотом, который в августе 1416 года снял осаду с Арфлёра, историки считают это известие ошибочным.
Вновь во Францию герцог Кларенс прибыл 1 августа 1417 года, высадившись вместе с Генрихом V в Туке. Тогда он начал военную кампанию, которая закончилась только с его смертью. Он был назначен констеблем армии и 9 августа, командуя авангардом, захватил Туке, после чего возглавил наступление на Кан. 
Во время осады Кана герцог Кларенс проявил свой характер, лично возглавив штурмовой отряд. Он командовал той частью армии, которая штурмовала город с востока. В итоге город был взят штурмом 4 сентября. Солдатам герцога было дано разрешение разграбить город, из которого изгнали жителей. При этом, захватив аббатство Святого Стефана, Томас защитил его от разрушения. После этого Томас послал гонца к мэру Лондона, чтобы тот отправил в Кан английских поселенцев. Таким образом было положено начало оккупации, которая продлилась до 1450 года. Затем герцог Кларенс двинулся на юг, захватил Алансон, после чего в декабре присоединился к королю в осаде Фалеза. После капитуляции города в феврале 1418 года Генрих V пожизненно пожаловал брату виконтство Ож, Орбек и Понт-Одеме, которые, правда, ещё предстояло захватить. Стремясь это сделать, герцог Кларенс разрушил несколько крепостей вдоль реки Рил, включая Аркур и Бек-Эллуэ.
В июне из Англии к герцогу Кларенсу прибыли подкрепления, после чего он осаждал Лувье и Пон-де-л’Арш. К первому августа он прибыл к Руану, где расположился лагерем у ворот Кошуаз. В этой кампании участвовали пасынок Томаса, Генри Бофорт, граф Сомерсет, и Эдвард Холланд, граф Мортен. Оба юноши только недавно вышли из подросткового возраста, и оба подхватили свирепствующую в лагере болезнь.
После падения Руана в январе 1419 года герцог Кларенс добрался до Вернона и Манта. В мае и июне он присутствовал в Мёлане на безуспешных переговорах Генриха V с герцогом Бургундским. А после того как 31 июля армия под командованием Джона Холланда, графа Хантингдона смогла захватить Понтуаз, герцог Кларенс предпринял дерзкую вылазку к стенам Парижа, что ускорило бегство Карла VI в Труа.
В мае 1420 года был заключён мирный договор в Труа, однако он оказался интерлюдией в продолжающейся военной кампании. С июля по ноябрь армия герцога Кларенса осаждала Монтро и Мёлен. В этих осадах к нему присоединились пасынки Генри и Джон Бофорты, которых привезла во Францию его жена годом ранее.

## Гибель и наследство
Во время всего завоевания Нормандии Томас действовал под руководством брата-короля. Сама же война преимущественно была осадной. В начале 1421 года Генрих V уехал в Англию, после чего верховное командование было поручено герцогу Кларенсу.
В начале 1421 года ситуация во Франции для англичан ухудшилась из-за перехода на сторону дофина Карла, сына Карла VI, Жака д’Аркура, сеньора Танкарвиля. Ему удалось практически полностью перерезать коммуникации между Фландрией и англичанами. В этот период герцог Кларенс предпринял поход на юг, добравшись почти до Орлеана. В феврале же он предпринял «карательный рейд» в Анжу и Мэн. Цели этой вылазки неизвестны. Английский историк Дж. Харрисс считает, что герцог стремился предотвратить движение французско-шотландской армии в Юго-Западную Нормандию и сам лично желал добиться большой славы в сражениях, которая от него до этого ускользала. Отряд Томаса, помощником которого был Томас Монтегю, граф Солсбери, состоял из примерно 4 тысяч человек. Выйдя из Берне в Нормандии, они добрались до Анже. Поняв, что взять замок он не сможет, герцог отступил к замку Бофор в 10 милях (16 км) к юго-западу от Боже, где дал своему отряду отдохнуть.
Тем временем дофин, узнав о вторжении англичан, собрал войска и присоединился к сильному отряду шотландских рыцарей. Эта армия, численность которой немного превышала 5 тысяч человек, расквартировалась в Туре. Шотландцами командовали Джон Стюарт, граф Бьюкен и Арчибальд Дуглас, граф Уигтаун, французами — маршал де Ла Файетт. Вечером страстной пятницы 21 мая франко-шотландская армия добралась до Боже. На следующий день, 22 мая, они провели рекогносцировку, выбрав для возможной битвы позицию в Ла-Ланд-Шаль в 5 милях к востоку от города. В то же время один из отрядов фуражиров герцога Кларенса наткнулся на один из шотландских отрядов, захватив его часть в плен. Пленников привели к Томасу, когда он обедал. Лично допросив их, он узнал о том, что противник близко, чего он до этого даже и не подозревал. Его войска в это время разбрелись по окрестностям; кроме того, на следующий день была Пасха, в которую сражаться было нельзя. 
Помощники герцога, граф Хантингдон и Гилберт де Умфравиль, рекомендовали укрепиться в оборонительной позиции. Кроме того, поскольку на следующий день праздновалась Пасха, Томасу советовали встретить её в церкви и дать бой в понедельник. Однако все эти советы Томас проигнорировал. Не имея достоверной информации о численности и передвижениях противника, он опасался, что через два дня противник ускользнёт. Надеясь получить преимущество за счёт внезапности, герцог Кларенс решил немедленно атаковать врага. Он не стал дожидаться подхода основных сил своей армии и напал на шотландские аванпосты. У него практически не было лучников, и было от 1 до 1,5 тысяч латников. В завязавшейся беспорядочной рукопашной схватке Томас почти сразу же был убит графом Бьюкеном, а граф Хантингдон и оба пасынка герцога попали в плен. Как отмечает английский историк Чарльз Кингсфорд, поражение герцога Кларенса было вызвано его собственным нетерпением и стремлением одержать победу, которая могла бы сравниться с победой при Азенкуре. 
После битвы тело Томаса было найдено на поле боя людьми графа Солсбери, который руководил отступлением. Отбив его у французов, он отправил его в Англию. Похоронили Томаса в Кентерберийском соборе. Автор «Хроники Генриха V» сообщает, что англичане оплакивали его как «храброго и доблестного солдата, которому не было равных в воинской славе».
Герцог Кларенс считался смелым и энергичным командиром, его репутация привлекала многочисленных представителей знати, желавших сражаться под его руководством. При этом он рассматривал военную службу только с точки зрения личной доблести и славы. По мнению современных исследователей, у Томаса не было столь же интеллектуального подхода к войне, как у короля Генриха V, — он постоянно находился в тени своего старшего брата и был лишён возможности принимать самостоятельные решения. Из его завещания, составленного в 1417 году, историки делают вывод, что до этого периода он получал слишком мало материальных вознаграждений. В нём было указано, что его долги, жалованье свите и расходы на похороны должны быть выплачены из суммы выкупа, причитающегося от графа Ангулемского, из которых 123 тысячи экю всё ещё оставались непогашенными. К 1421 году он стал более богатым, как за счёт военной добычи во Франции, так и за счёт выплаты ему 4838 фунтов в счёт погашения задолженности по ежегодной ренте. При этом он не успел накопить большого состояния.
Брак Томаса так и остался бездетным, поэтому его владения отошли к короне. Вдова, Маргарет Холанд, надолго пережила его, она умерла около 31 декабря 1439 года. Незадолго до её смерти в южном трансепте Кентерберийского собора была открыта перестроенная по распоряжению вдовствующей герцогини часовня Святого Михаила Кентерберийского. В её центре была размещена гробница из серого пурбекского мрамора, где и похоронили Маргарет. 27 января 1440 года король Генрих VI, выполняя желание родственницы, отдал приказ перезахоронить тела графа Сомерсета и герцога Кларенса, её первого и второго мужей, в новой часовне рядом с телом их жены. Сверху гробницы был установлен алебастровый памятник, на котором в центре изображена Маргарет, а по бокам — её мужья: слева — герцог Кларенс, справа — граф Сомерсет. Гробница существует и в настоящее время.

## Брак и дети
Жена: с мая 1412 года Маргарет Холланд (ранее 17 апреля 1388 — 31 декабря 1439), дочь Томаса Холланда, 2-го графа Кента, и Элис Фицалан, вдова Джона Бофорта, 1-го графа Сомерсета. Детей от этого брака не было.
Томас имел одного внебрачного сына:
- Джон де Кларенс[вд] (умер после 3 июля 1431)[13][28].

## В искусстве
Томас является действующим лицом хроники Уильяма Шекспира «Генрих IV, часть 2». 
В фильме «Король» 2019 года роль Томаса исполнил Дин-Чарльз Чапман.